# Yurizan Beltran
Yurizan Beltran (Los Ángeles; 2 de noviembre de 1986-Los Ángeles, 13 de diciembre de 2017) fue una actriz porno estadounidense. Debutó en el cine para adultos en 2005, y filmó su primera escena heterosexual en 2010.

## Muerte
El 13 de diciembre de 2017 fue hallada sin vida en su apartamento de Bellflower (Los Ángeles). Inicialmente se sospechó que su muerte fue provocada por una sobredosis de drogas. El reporte oficial determinó que su muerte se debió a una sobredosis accidental de hidrocodona.

## Premios
- 2009 Premios AVN nominada – Estrella Web del Año[6]
- 2010 Premios XBIZ nominada – Web Babe del año[7]
- 2010 Premios AVN nominada – Mejor escena de sexo grupal femenino - Not Monday Night Football XXX[8]
- 2011 Premios AVN nominada – Mejor estrella web[9]